# L'Aleixar
L'Aleixar és una vila i municipi de la comarca del Baix Camp. Segons dades del 2022 la seva població era de 924 habitants. Se situa en una vall que es troba sota els contraforts de La Mussara, i el seu terme el creuen les rieres de la Vila i de la Mussara, la de Sàlvia o barranc de l'Aigua Sana i el barranc de Mascabrers o de les Trilles. L'extensió del terme és de 26 km². Al límit del terme, tocant al de la Selva del Camp, i obrint-se pas cap a la serra de la Mussara hi ha el Coll de la Batalla, que es diu que fa referència a un enfrontament entre els àrabs i els francs al repoblar aquestes zones a l'entorn del 1150. L'extensió del terme no ha estat sempre la mateixa: el 1625 se li va segregar el terme de Maspujols i Rocabruna, i el 1854 li van ser agregades terres del terme de l'Albiol.

## Geografia
- Llista de topònims de l'Aleixar (Orografia: muntanyes, serres, collades, indrets..; hidrografia: rius, fonts...; edificis: cases, masies, esglésies, etc).

## Història
Al terme de l'Aleixar no s'hi han trobat restes arqueològiques anteriors a la romanització, però sí indicis d'una vil·la romana. El nom del poble sembla d'origen aràbic, al-Aisar, que voldria dir "el fertilíssim". Es creu que el municipi estava inclòs a la carta de població concedida el 1153 a Siurana. El 1184, el rei Alfons I va lliurar part de les terres a Ferran d'Aleixar, que va prendre el nom del topònim del poble. Des de la seva fundació, el municipi va formar part del comtat de Prades. El 1391, Joan I va vendre els drets de la corona sobre l'Aleixar a l'arquebisbe Vallterra. Al segle xiv hi ha documentada una nombrosa i activa comunitat jueva, especialment entre 1324 i 1348, amb relacions amb els jueus de Prades, Alforja, Falset, Valls, Castelló d'Empúries, i pobles del ponent català. La comunitat jueva arribà a tenir entre 160 i 180 membres, cosa que li permetia tenir aljama pròpia.
El 1690 es van redactar unes Ordinacions que es van refer el 1791, i que el 1850 encara eren vigents.
El 1872 diversos veïns s'aixecaren amb els carlins, cosa que no impedí que els carlins entressin a la vila el 1873 a cobrar impostos. El 1875 s'hi va produir un enfrontament entre carlins i liberals conegut com "la sorpresa de l'Aleixar". Els liberals van envoltar a diverses partides de carlistes i van atacar el poble, favorable a aquests últims. Després de diverses hores de lluita, els carlistes van ser derrotats.

## Cultura
L'església parroquial està dedicada a Sant Martí. Encara que apareix en documents de 1194 la construcció actual és del segle xviii. La portalada és d'estil barroc i en el seu interior conserva un orgue del mateix estil. És de planta rectangular i té adossat el campanar.
Als afores del poble hi ha l'Ermita de Sant Blai. Encara que apareix documentada en 1341 no queden restes d'aquest edifici romànic. Va ser enderrocat i reconstruït per complet el segle xviii. Es tracta d'un edifici de nau única i d'estil gòtic. Va ser destruït el 1936. A partir de la dècada de 1980 s'han anat realitzant obres de millora a l'ermita.
L'entorn de l'ermita de sant Blai, i altres indrets del poble van ser pintats per Joaquim Mir, que va residir a l'Aleixar entre 1907 i 1911.

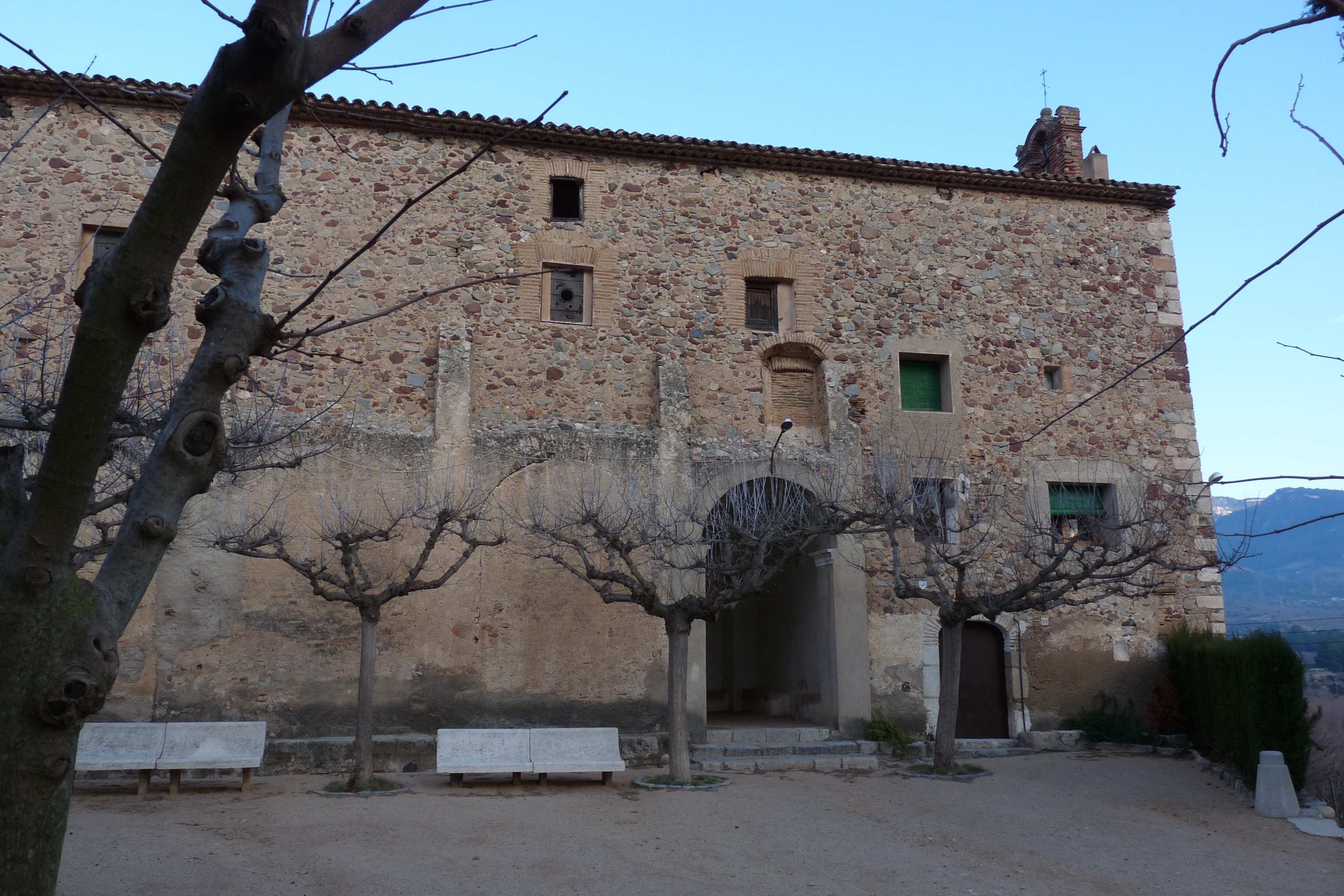
L'ermita de Sant Blai

Al Mas de Borbó hi ha una alzina considerada com una de les més antigues de Catalunya. El 1989 va ser declarada "arbre monumental". Té onze metres d'alçada i el diàmetre a la zona de les arrels és de 9,45 metres.
Entre els masos del terme destaca també el Mas de Cercós, lloc de naixement d'Isidre Pàmies i Borràs, cap carlí dit Cercós. El mas posseïa més de cinc-cents jornals de terra i està documentat des del 1716. Altres masos són el de la Torre Regina, a quatre vessants, ben conservat, documentat des del 1223, el mas de Llaurador, de 1623, el Mas del Garrut, de 1761, el Mas del Moixí, del 1728, el mas de Segimon, construït el 1882.
Al seu terme, i al camí que va a la partida de les Planes i després cap a Vilaplana, trobem el Pi del Fernando o Pi de les Planes, declarat arbre monumental el 1990.
L'Aleixar celebra festes el febrer, el maig i el novembre.

## Economia
La principal activitat econòmica és l'agricultura, destacant el cultiu d'avellaners. També hi ha camps de vinyes i olivers. Disposa de Cooperativa agrícola des de 1957.

## Demografia
| 1497 f | 1515 f | 1553 f | 1717 | 1787  | 1857  | 1877  | 1887 | 1900 | 1910  |
| ------ | ------ | ------ | ---- | ----- | ----- | ----- | ---- | ---- | ----- |
| 55     | 81     | 111    | 320  | 1.679 | 1.054 | 1.053 | 979  | 971  | 1.015 |

| 1920 | 1930 | 1940 | 1950 | 1960 | 1970 | 1981 | 1990 | 1992 | 1994 |
| ---- | ---- | ---- | ---- | ---- | ---- | ---- | ---- | ---- | ---- |
| 944  | 879  | 806  | 675  | 706  | 695  | 651  | 623  | 604  | 604  |

| 1996 | 1998 | 2000 | 2002 | 2004 | 2006 | 2008 | 2010 | 2012 | 2014 |
| ---- | ---- | ---- | ---- | ---- | ---- | ---- | ---- | ---- | ---- |
| 633  | 685  | 717  | 740  | 755  | 815  | 900  | 911  | 926  | 891  |

| 2016 | 2018 | 2020 | 2022 | 2024 | 2026 | 2028 | 2030 | 2032 | 2034 |
| ---- | ---- | ---- | ---- | ---- | ---- | ---- | ---- | ---- | ---- |
| 887  | 864  | 893  | 924  | 962  | -    | -    | -    | -    | -    |

## Política
Nombre de regidors per partit
| Junts                                                                           | - | -  | -  | - | - | - | - | - | - | - | 4  | 3  |
| PSC                                                                             | - | -  | 1  | - | - | - | - | 1 | 1 | - | -  | -  |
| PP                                                                              | - | -  | 1  | 0 | - | - | - | 0 | - | 0 | -  | -  |
| ERC                                                                             | - | -  | -  | 3 | 3 | - | - | 3 | 2 | 3 | 1  | -  |
| CiU                                                                             | 5 | 5  | 4  | 4 | 4 | 7 | 7 | 3 | 4 | 4 | -  | -  |
| PSUC                                                                            | 2 | -  | -  | - | - | - | - | - | - | - | -  | -  |
| Altres                                                                          | - | 2a | 1b | - | - | - | - | - | - | - | 2c | 4c |
| Total                                                                           | 7 | 7  | 7  | 7 | 7 | 7 | 7 | 7 | 7 | 7 | 7  | 7  |
| a Unió de Progrés Municipal; b Agrupació Progrés per l'Aleixar; c Som-hi - FIC; |   |    |    |   |   |   |   |   |   |   |    |    |

## Persones il·lustres
- Simó de Guardiola i Hortoneda (1773-1851), Abat de Montserrat
- Josep Guardiola i Grau (1831-1901), comerciant, empresari i inventor
- Isidre Pàmies i Borràs (1843-1873), militar carlí
- Marià Manent i Cisa (1898-1988) i el seu fill Albert Manent i Segimon (1930-1988), vinculats al poble pel mas de Segimon.